# Medaile Henryho Drapera

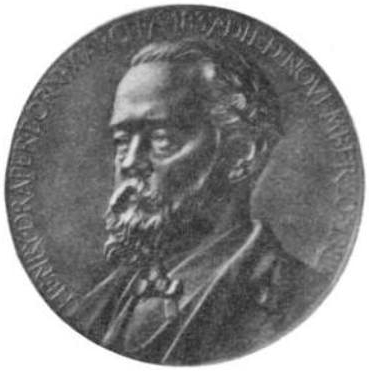
Medaile Henryho Drapera

Medaile Henryho Drapera (anglicky Henry Draper Medal) je udělována každé čtyři roky Národní akademií věd Spojených států amerických a je spojena s odměnou 25 000 USD. Medaile se uděluje za nejnovější originální výzkum v oblasti astronomické fyziky, který má dostatečný význam a přínos pro vědu, aby si zasloužil takové uznání. Je definována tak, že významná publikace, která je výsledkem výzkumu, by měla vyjít od posledního udělení ceny.
Medaili založila na počest svého manžela, v rámci fondu „Henry Draper Memorial“, Mary Anna Draperová, vdova po Henrym Draperovi. Medaile Henryho Drapera je nejstarší medailí, kterou uděluje Národní akademie věd. Poprvé byla udělena v roce 1886 Samuelu Pierpontovi Langleymu za „četné výzkumy velkého významu v oblasti sluneční fyziky, zejména v oblasti zářivé energie“. Od té doby byla medaile udělena 51krát, poslední v roce 2025 Adamovi Leroyovi (Ohio State University) za „jeho průkopnické úsilí podrobně charakterizovat fyzikální povahu mezihvězdného prostředí a jeho vztah k tvorbě hvězd v blízkých galaxiích“.
Držitelé medaile Henryho Drapera často dosahují dalších vynikajících úspěchů ve svých oborech. Šest laureátů bylo vyznamenáno Národní medailí za vědu a devět laureátů obdrželo Nobelovu cenu za fyziku (Michelson 1907; Zeeman 1921; Bethe 1967; Ryle 1974; Chandrasekhar 1983; Penzias 1978; Wilson 1978; Taylor 1993; Barish 2017).
Tuto cenu obdrželi:
1886 Samuel Pierpont Langley
1888 Edward Charles Pickering
1890 Henry A. Rowland
1893 Hermann Carl Vogel
1899 James E. Keeler
1901 William Huggins
1904 George Ellery Hale
1906 William Wallace Campbell
1910 Charles Greeley Abbot
1913 Henri-Alexandre Deslandres
1915 Joel Stebbins
1916 Albert Abraham Michelson
1918 Walter Sydney Adams
1919 Charles Fabry
1920 Alfred Fowler
1921 Pieter Zeeman
1922 Henry Norris Russell
1924 Arthur Eddington
1926 Harlow Shapley
1928 William Hammond Wright
1931 Annie Jump Cannon
1932 Vesto Slipher
1934 John S. Plaskett
1936 Charles E. Mees
1940 Robert W. Wood
1942 Ira S. Bowen
1945 Paul W. Merrill
1947 Hans Bethe
1949 Otto Struve
1951 Bernard Lyot
1955 Hendrik C. van de Hulst
1957 Horace W. Babcock
1960 Martin Schwarzschild
1963 Richard Tousey
1965 Martin Ryle
1968 Bengt Edlén
1971 Subrahmanyan Chandrasekhar
1974 Lyman Spitzer
1977 Arno Allan Penzias a Robert Woodrow Wilson
1980 William Wilson Morgan
1985 Joseph Taylor
1989 Riccardo Giovanelli a Martha P. Haynes
1993 Ralph A. Alpher a Robert Herman
1997 Bohdan Paczynski
2001 R. Paul Butler a Geoffrey Marcy
2005 Charles L. Bennett
2009 Neil Gehrels
2013 William J. Borucki
2017 Barry C. Barish a Stanley E. Whitcomb
2021 Sheperd S. Doeleman a Heino Falcke
2025 Adam K. Leroy